# 什泰費什蒂鄉
45°13′N 25°54′E / 45.217°N 25.900°E
什泰費什蒂鄉（羅馬尼亞語：Comuna Ștefești, Prahova），是羅馬尼亞的鄉份，位於該國中南部，由普拉霍瓦縣負責管轄，面積45平方公里，海拔高度516米，2007年人口2,478，人口密度每平方公里56人。